# Azzedine Alaia

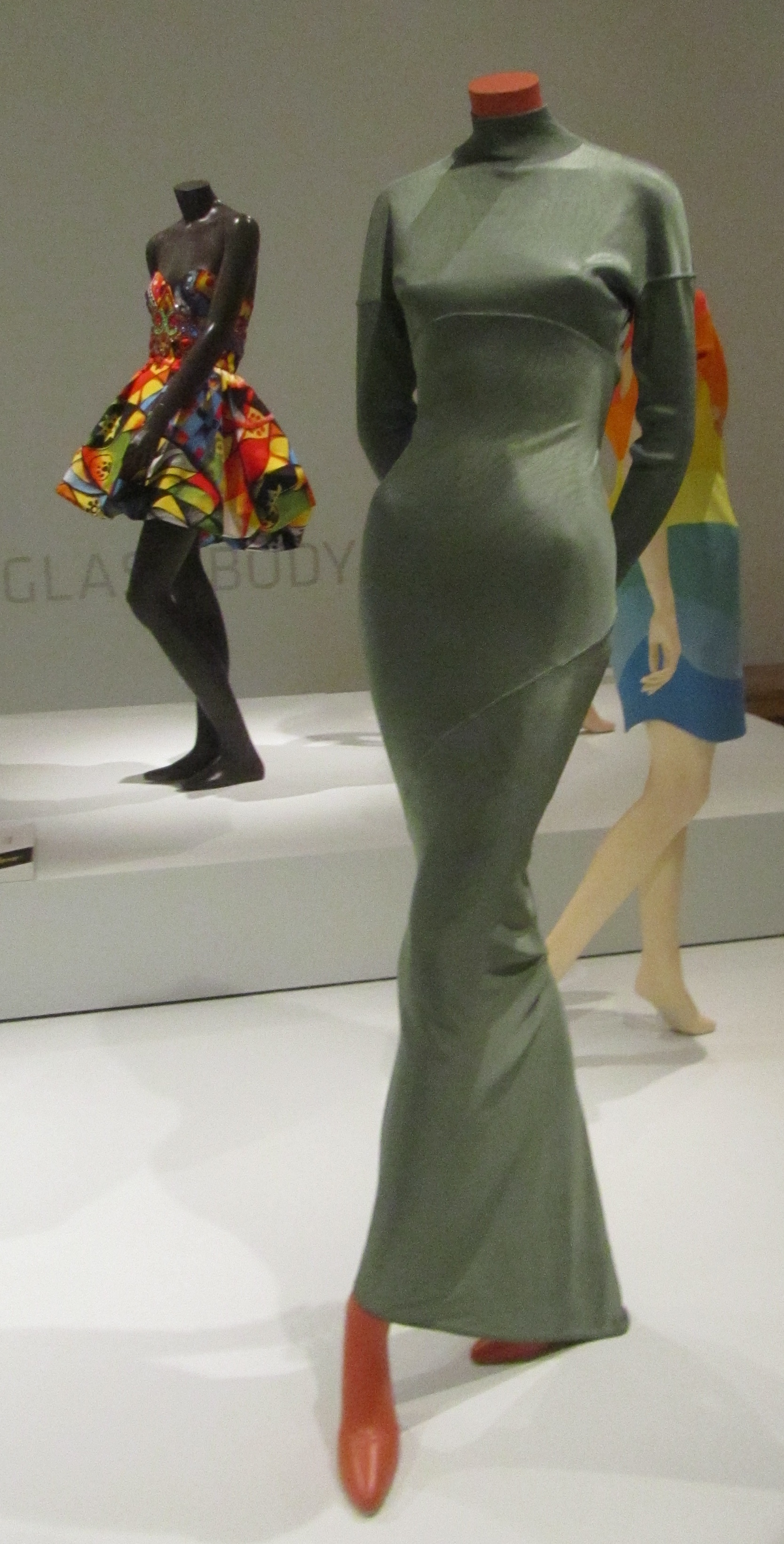
En acetatklänning av Azzedine Alaia, från 1986-1987.

Azzedine Alaïa, född 26 februari 1940 i Tunis, Tunisien, död 18 november 2017 i Paris, var en tunisisk-fransk modeskapare.
Han flyttade till Paris 1956 och arbetade hos Christian Dior, Guy Laroche och Thierry Mugler, innan han öppnade en egen ateljé. Hans kläder har burits av bland andra Grace Jones, Tina Turner, Raquel Welch, Madonna, Janet Jackson, Brigitte Nielsen, Naomi Campbell, Stephanie Seymour, Shakira, Miley Cyrus, Victoria Beckham, Carla Bruni och Michelle Obama.[källa behövs]
Han utnämndes till riddare av Hederslegionen av den franska regeringen 1998.[källa behövs]
En utställning kallad "Azzedine Alaïa in the 21th century" hölls i början av 2012 på Groninger Museum i Nederländerna.

## Källa
Den här artikeln har, helt eller delvis, översatts från engelskspråkiga Wikipedia
1. ↑  ”Modedesignern Azzedine Alaïa är död - Kulturnytt”. Sveriges Radio. http://sverigesradio.se/sida/artikel.aspx?programid=478&artikel=6824699. Läst 19 november 2017.
2. ↑  DN - Azzedine Alaïa in the 21th Century” på Groninger museum, Holland